# ریکاردو پاتریس
ریکاردو گابریل پاتریس (ایتالیایی: Riccardo Gabriele Patrese؛ زادهٔ ۱۷ آوریل ۱۹۵۴ در پادووا) رانندهٔ سابق مسابقات اتومبیل‌رانی اهل ایتالیا است که از فصل ۱۹۷۷ تا ۱۹۹۳ در مجموع در ۲۵۷ گراند پری از مسابقات جهانی فرمول یک شرکت کرد.
پاتریس در طول دوران فعالیت خود در فرمول یک ۸ بار مسابقه را از پول پوزیشن آغاز کرد و در ۱۳ مسابقه موفق شد سریع‌ترین زمان طی یک دور پیست را به نام خود ثبت کند. او در این مسابقات ۳۷ بار بر روی سکو رفت، مجموعاً ۶ بار به پیروزی دست یافت و ۲۸۱ امتیاز را به نام خود به‌ثبت رساند.